# 카프초르와구

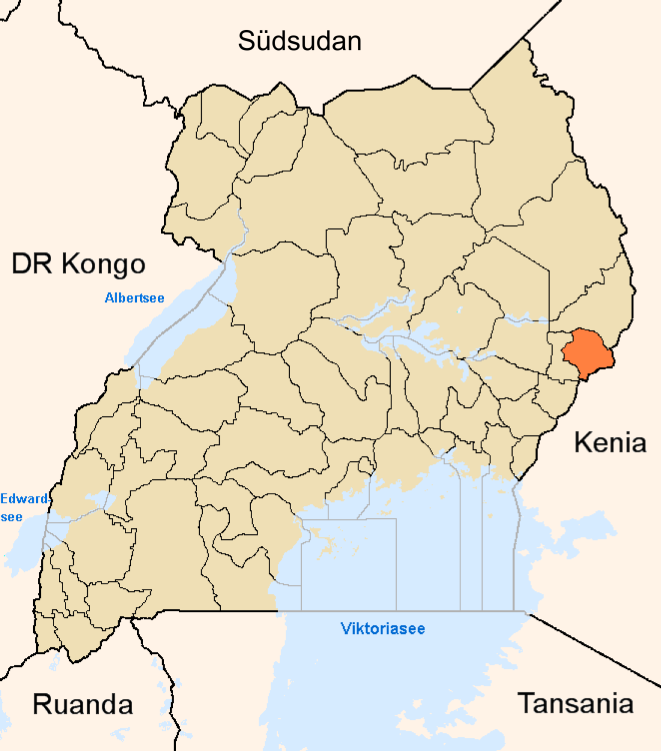
카프초르와 구의 위치

카프초르와구(Kapchorwa)는 우간다 동부와 엘곤 산 북쪽에 위치한 구로, 행정 중심지는 카프초르와이며 면적은 1,140km2, 인구는 143,684명(2002년 인구 조사 기준)이다.
행정 구역상으로는 동부 주에 속하며 2개 군(크웬 군, 팅게이 군)을 관할한다. 서쪽으로는 시론코 구, 북동쪽으로는 나카피리피리트 구, 남쪽으로는 엘곤 산 정상을 경계로 케냐 리프트밸리 주, 서부 주와 접한다.